# NGC 4750
NGC 4750 (również PGC 43426 lub UGC 7994) – galaktyka spiralna (Sa/P), znajdująca się w gwiazdozbiorze Smoka. Odkrył ją William Herschel 8 listopada 1798 roku.